# Oranges Are Not the Only Fruit
Oranges Are Not the Only Fruit (Appelsiner er ikke den eneste Frugt) er en roman af den engelske forfatter Jeanette Winterson offentliggjort i 1985. Bogen er siden blevet til et BBC-tv-drama. Det er en dannelsesroman om en lesbisk pige, der vokser op i et engelsk pinsesamfund.
| Bog | Spire Denne artikel om bøger og tidsskrifter er en spire som bør udbygges. Du er velkommen til at hjælpe Wikipedia ved at udvide den. |